# Ectotimpánico
El ectotimpánico es un hueso que suspende el tímpano en los mamíferos. Es homólogo con el hueso angular.